# Kakophonie
Der Begriff Kakophonie oder Kakofonie (von altgriechisch κακός kakós ‚schlecht‘ und φωνή phōné ‚Laut‘, ‚Ton‘, ‚Stimme‘) bezeichnet in der Musik und Literatur Laute und Geräusche, die besonders hart, unangenehm oder unästhetisch klingen. Das Gegenteil ist die Euphonie.
In der Musik werden häufig Dissonanzen als kakophon bezeichnet und empfunden. Kakophonie wird deswegen auch als ‚Misslaut‘ oder ‚Missklang‘ definiert. Besonders moderne Kunstmusik wird von Kritik und Hörern oftmals in abwertender Weise der Kakophonie gleichgesetzt. Im historischen Kontext wurde schon die Musik von Richard Strauss und darin die Elektra von Kritikern als „Kakophonie“ bezeichnet. Auch Dmitri Schostakowitschs Oper Lady Macbeth von Mzensk wurde von der sowjetischen Staatsmacht in dem Prawda-Artikel „Chaos statt Musik“ als Kakophonie bezeichnet.

## Sonstige Verwendung
In der Sprachwissenschaft beschreibt Kakophonie schlecht klingende Laut- oder Wortfolgen. Der Begriff stammt in diesem Zusammenhang aus der antiken Rhetorik und wird meistens polemisch verwendet, um eine als hässlich empfundene Klangerscheinung zu beschreiben und zu bewerten. Der Gebrauch unterliegt dabei den jeweiligen Geschmacksvorstellungen.
In Gedichten werden hart klingende Wörter verwendet, um Kakophonien zu bilden, beispielsweise Wortzusammensetzungen mit schwer sprechbaren, geräuschstarken Konsonantenhäufungen wie Strickstrumpf.
Der Begriff Kakophonie wird bisweilen auch in der Politik verwendet, um Missklänge und Unstimmigkeiten – beispielsweise in einer Koalition – zu beschreiben. Der deutsche Bundeskanzler Gerhard Schröder kritisierte im Dezember 2002 Politiker der eigenen Koalition, die über Steuererhöhungen spekulierten, mit den Worten: „Diese Art von Kakophonie auch aus den eigenen Reihen ist einer gemeinsamen Politik absolut unzuträglich“. In diesem Zusammenhang wurde Kakophonie bei der Wahl des Wortes des Jahres 2002 auf den 4. Platz gewählt.